# Cuenca-Fernando Zóbel
Cuenca-Fernando Zóbel – stacja kolejowa zarządzana przez hiszpański zarząd infrastruktury Adif. Stacja została uroczyście otwarta w obecności Filipa – księcia Asturii i jego małżonki 18 grudnia 2010 r. W skład całej infrastruktury potrzebnej do prowadzenia szybkich pociągów wchodzi: nowy dwupiętrowy budynek dworca o łącznej powierzchni 3950 m², parking o powierzchni 8900 m² o łącznej pojemności 303 miejsc parkingowych oraz znajdująca się w części południowo-wschodniej przestrzeń publiczna o powierzchni 5400 m² przeznaczona dla transportu publicznego, postojów taxi oraz zatok dla autobusów komunikacji miejskiej. Na stacji zatrzymywać się będą wyłącznie pociągi dużych prędkości prowadzone przez Renfe.